# 実践哲学
実践哲学（じっせんてつがく）とは哲学の一部門であり、哲学の中でも実践的な事柄が対象とされている。これは人間とはどのようであるべきであり、また何をなすべき存在であるかということを定義するという分野であり、たとえば倫理学や道徳などがこれに当てはまる。倫理学や道徳というのは実践哲学の狭義であり、これらを中心として実践哲学というものの範囲が広がっていくこととなっているわけであり、このことから政治や経済や芸術や技術なども広義という意味で実践哲学の対象となっているというわけである。